# Taszów

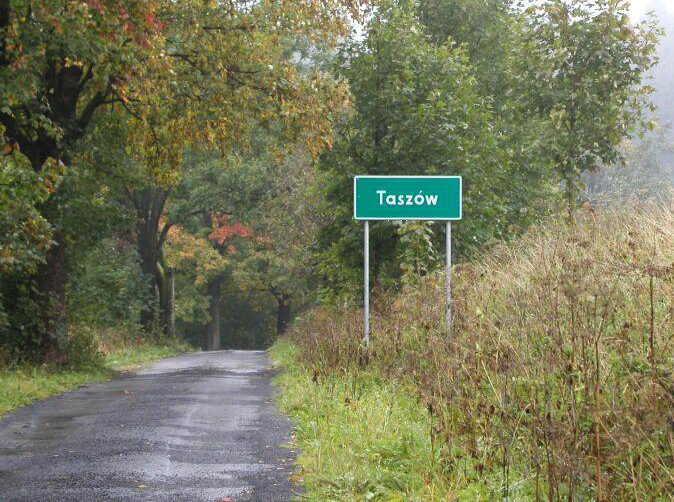
Ortsschild von Taszów (2004)

Taszów (deutsch: Tassau, tschechisch Tasov) ist ein Ort in der Landgemeinde Lewin Kłodzki (Lewin) im Powiat Kłodzki der Woiwodschaft Niederschlesien in Polen. Es liegt sechs Kilometer westlich von Duszniki-Zdrój (Bad Reinerz).

## Geographie
Taszów liegt in den nordwestlichen Ausläufern des Adlergebirges. Das Dorf liegt am südlichen Fuße der Tassauer Berge (polnisch Taszowskie Górki, 670 m) über dem Tal der Olešenka (Alscherbach, auch Gießhübler Goldbach).
Nachbarorte sind Krzyżanów (Krzyschney, 1929–1945: Kreuzdorf) im Norden Jerzykowice Małe (Kleingeorgsdorf) sowie Kocioł (Kuttel) im Nordosten und Jarków (Järker) im Nordwesten. Jenseits der Grenze zu Tschechien, die einen Kilometer in Ost, Süd und West entfernt verläuft, liegen Olešnice v Orlických horách (Gießhübel) im Südosten, Dlouhé (Langenau) im Süden, Nový Hrádek (Neubürgles) im Südwesten und Borová (Borowa) im Westen.

## Geschichte
„Tasow“ gehörte ursprünglich zur Herrschaft Nachod im altböhmischen Königgrätzer Kreis und wurde erstmals 1477 urkundlich erwähnt. Damals gliederte Herzog Heinrich d. Ä., dem seit 1472 die Herrschaften Nachod und Hummel sowie die Grafschaft Glatz gehörten, das gesamte Kirchspiel der Lewiner Pfarrkirche St. Michael, zu dem Tassau gehörte, in die Herrschaft Hummel und diese im selben Jahr in seine Grafschaft Glatz ein. Für das Jahr 1560 ist die Schreibweise „Tassau“ belegt, für 1631 die Schreibweise „Tassaw“. Auch nach der Auflösung der Herrschaft Hummel 1595 blieben die zugehörigen Ortschaften im Besitz der Böhmischen Kammer. Sie verkaufte 1684 Tassau und die benachbarten Dörfer Gellenau, Sackisch, Tanz, Järker, Kleingeorgsdorf und Großgeorgsdorf zur Finanzierung der Türkenkriege dem Kaspar Josef von Alten, dem schon das Freirichtergut in Gellenau gehörte. Dadurch wurde Tassau zum Gutsbezirk Gellenau untertänig.
Nach dem Ersten Schlesischen Krieg 1742 und endgültig nach dem Hubertusburger Frieden 1763 kam Tassau zusammen mit der Grafschaft Glatz an Preußen. 1793 bestand es aus 82 Häusern, in denen 156 Einwohner lebten. Nach der Neugliederung Preußens gehörte es ab 1815 zur Provinz Schlesien und war 1816–1945 dem Landkreis Glatz eingegliedert. Es bildete eine eigene Landgemeinde und war Hauptort des Amtsbezirks Tassau. 1939 wurden 189 Einwohner gezählt.
Als Folge des Zweiten Weltkriegs fiel Tassau 1945 wie fast ganz Schlesien an Polen. Es wurde zunächst in Daszów und kurze Zeit später Taszów umbenannt. Die deutsche Bevölkerung wurde vertrieben. Die neu angesiedelten Bewohner waren teilweise Zwangsumgesiedelte aus Ostpolen, das an die Sowjetunion gefallen war. Nachfolgend ging die Einwohnerzahl deutlich zurück, wodurch fast alle Häuser und Gehöfte dem Verfall preisgegeben wurden. 1975–1998 gehörte Taszów zur Woiwodschaft Wałbrzych (Waldenburg).

## Sehenswürdigkeiten
- Wegekapelle von 1891